# 1,4-Бутандиол
1,4-Бутандиол (не путать с 1,3-бутандиолом) — двухатомный спирт, бесцветная вязкая жидкость. Это один из четырёх стабильных изомеров бутандиола.

## Химические свойства
- Взаимодействует с карбоновыми кислотами (в присутствии катализатора), ангидридами и хлорангидридами карбоновых кислот образует сложные эфиры. С дикарбоновыми кислотами образует линейные сложные полиэфиры, причем, реакция с щавелевой, янтарной, адипиновой кислотами протекает легко и без катализатора.
- При нагревании с аммиаком или первичными аминами до 200—400 ℃ в присутствии Al2O3 или ThO2 даёт соответствующие пирролидины.
- При нагревании с сероводородом образует тетрагидротиофен.
- При нагревании водных растворов 1,4-бутандиола в присутствии ортофосфорной кислоты образуется тетрагидрофуран.
- Нагревание 1,4-бутандилола с хлороводородом даёт 1,4-дихлорбутан.

## Получение
- 1,4-Бутандиол получают гидрированием 1,4-бутиндиола в водном растворе при температуре 110—130 ℃ и давлении 200—300 атмосфер в присутствии катализатора[1]. 1,4-Бутиндиол, в свою очередь, получают взаимодействием формальдегида с ацетиленом при повышенном давлении с использованием ацетиленидов тяжёлых металлов в качестве катализатора[2]:

{\displaystyle {\mathsf {2HCHO+\ HC\equiv CH\ \rightarrow HOH_{2}CC\equiv CCH_{2}OH}}}
- Пропиленоксид превращают в аллиловый спирт, который затем гидроформилируют в 4-гидроксибутиральдегид. Гидрирование последнего даёт 1,4-бутандиол[3].
- Из малеинового ангидрида, который конвертируется в метиловый эфир, затем гидрируется. Существуют также другие пути синтеза из бутадиена, аллил ацетата, янтарной кислоты[4].
- Разработан также метод с использованием генетически модифицированных организмокачес
- Также может быть получен щелочным гидролизом 1,4 дибромбутана.

## Применение
Используется преимущественно как растворитель, а также в качестве базового вещества.
Применяется для получения:
- γ-бутиролактона методом дегидроциклизации в жидкой (при 200 ℃) или в газовой (при 250 ℃) фазе в присутствии катализатора[1];
- тетрагидрофурана;
- полиуретанов взаимодействием с диизоцианатами[6].

## Рекреационное употребление
1,4-Бутандиол может служить как психоактивное вещество в связи с тем, что он превращается в ГОМК путем метаболизма. Эффект вещества сравнивается с алкоголем и экстази (чувство эйфории, повышенная эмпатия, гиперактивность). В высоких дозах вызывает сонливость, головокружение, тошноту. В крайне высоких дозах возможна потеря сознания или смерть. 
Известен под разговорным названием «1,4», «Жидкий экстази», «BDO», «Вода». 

## Фармакодинамика
1,4-Бутандиол, по-видимому, обладает двумя типами фармакологического действия. Основные психоактивные эффекты 1,4-бутандиола обусловлены тем, что он метаболизируется в ГОМК; однако существует исследование, предполагающее, что 1,4-Бутандиол сам по себе может обладать потенциальными фармакологическими эффектами, подобными алкогольным. Исследование пришло к такому выводу, что 1,4-Бутандиол при одновременном приеме с этанолом привело к усилению некоторых поведенческих эффектов этанола. Однако усиление действия этанола может быть вызвано просто конкуренцией ферментов Алкогольдегидрогеназы и Альдегиддегидрогеназы при одновременном введении 1,4-Бутандиола. Таким образом, общие этапы ограничения скорости метаболизма приводят к замедлению метаболизма и выведения обоих соединений, включая известный токсичный метаболит этанола ацетальдегид.
Другое исследование не выявило никакого эффекта после внутримозговой инъекции 1,4-Бутандиола крысам. Это противоречит гипотезе о том, что 1,4-Бутандиол обладает присущими алкоголю фармакологическими эффектами.
Как и гамма-гидроксимасляная кислота, 1,4-Бутандиол безопасен только в небольших количествах. Побочные эффекты при приеме более высоких доз включают тошноту, рвоту, головокружение, седативный эффект и потенциальную смерть при приеме внутрь в больших количествах. Анксиолитические эффекты уменьшаются, а побочные эффекты усиливаются при применении в сочетании с алкоголем.

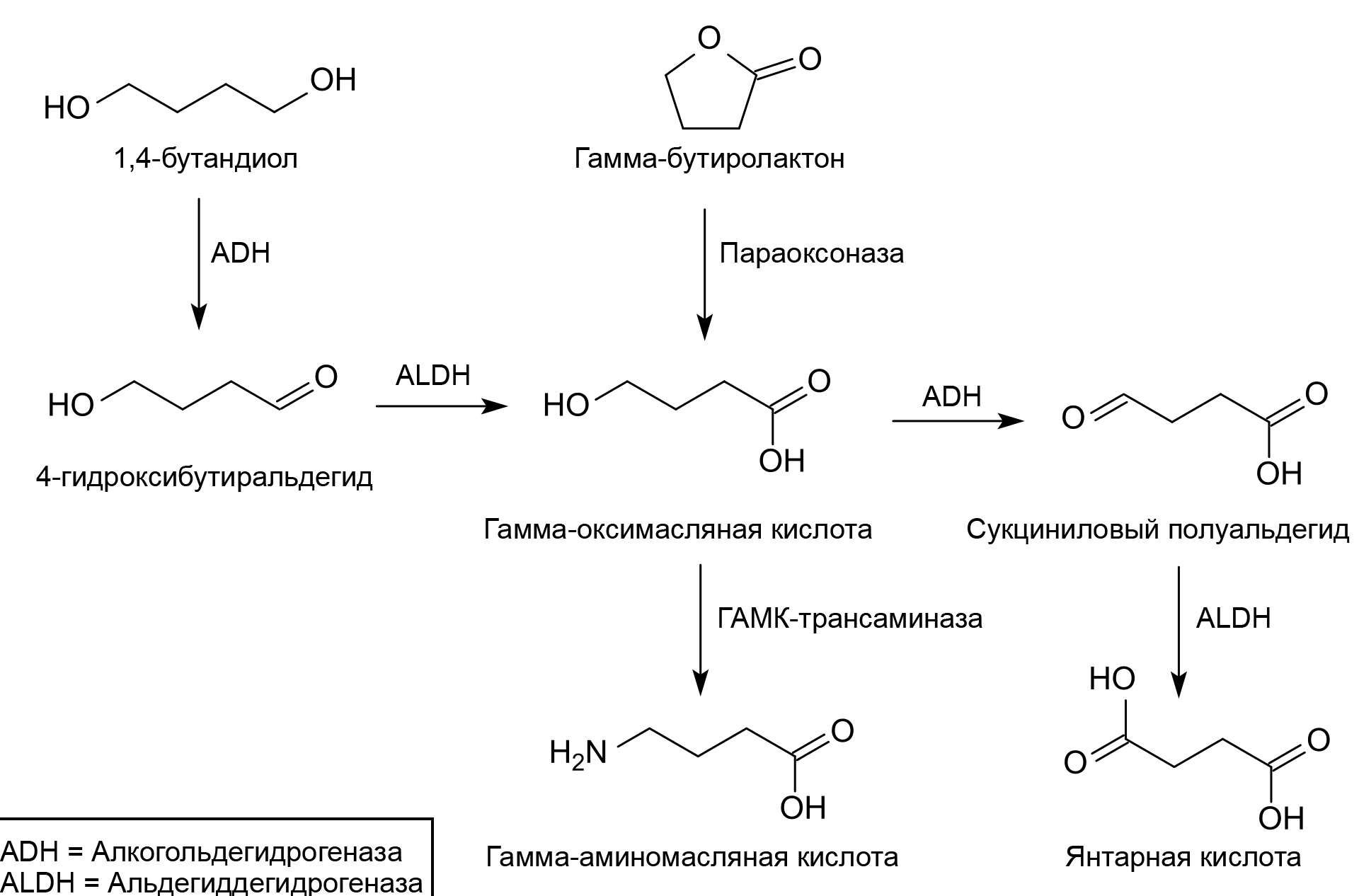
Метаболический путь 1,4-Бутандиола, Гамма-бутиролактона и Гамма-оксимасляной кислоты.

## Правовой статус
1,4-Бутандиол (в концентрации 15% или более) включён в Таблицу II Списка IV.
Однако он не включён в перечень крупного и особо крупного размеров прекурсоров, поэтому за его хранение физическим лицом ответственности не предусмотрено.
Незаконная продажа грозит ответственностью по ст. 14.2 КоАП РФ:
```
[...] влечет наложение административного штрафа на граждан в размере от одной тысячи пятисот до двух тысяч рублей с конфискацией предметов административного правонарушения или без таковой [...]
```